# Ursula Engelen-Kefer

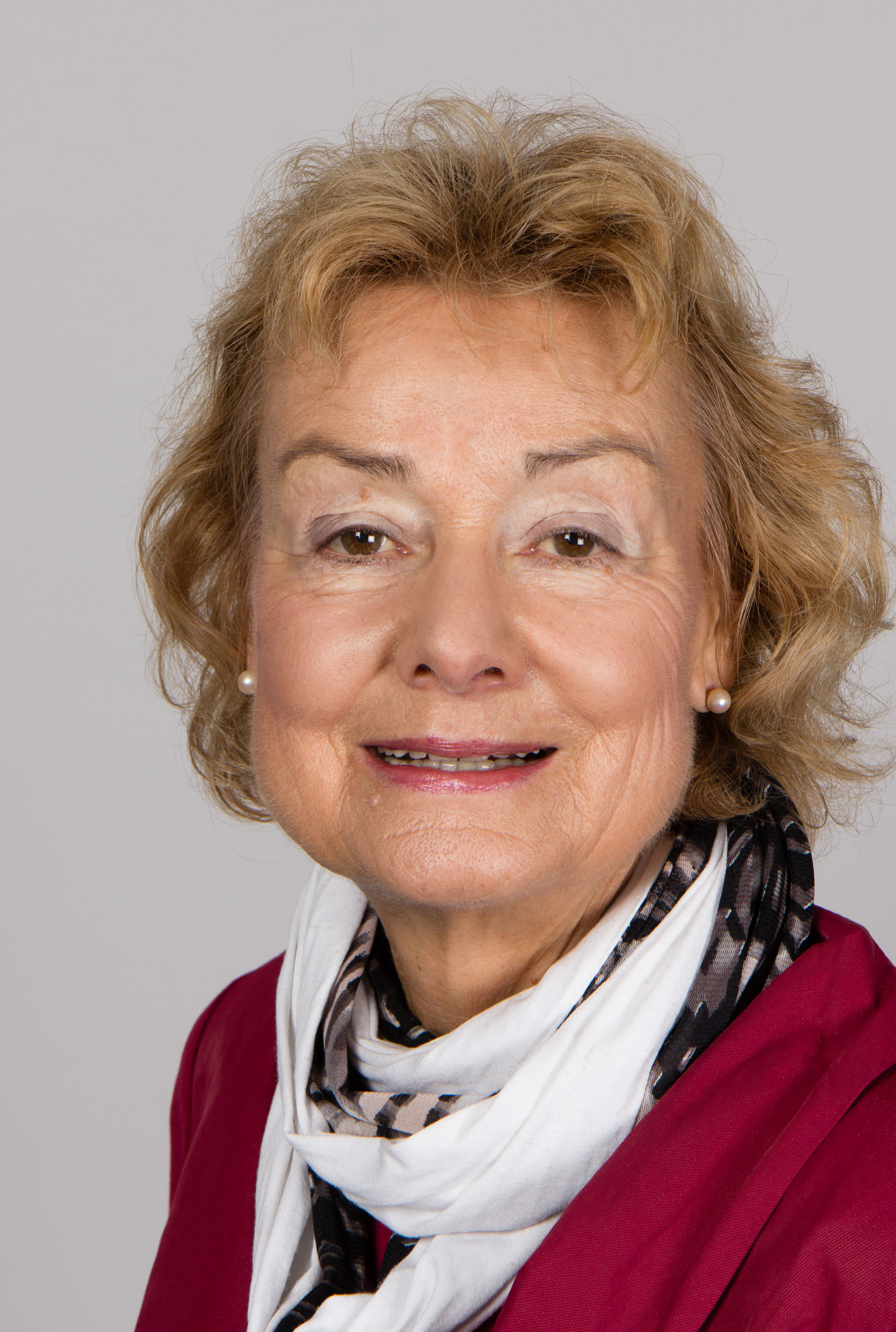
Ursula Engelen-Kefer (2014)

Ursula Engelen-Kefer (* 20. Juni 1943 in Prag als Ursula Kefer) war von 1990 bis 2006 stellvertretende Vorsitzende des Deutschen Gewerkschaftsbunds (DGB). Zurzeit ist sie Professorin an der Hochschule der Bundesagentur für Arbeit in Schwerin – nach verschiedenen Lehraufträgen unter anderem am Otto-Suhr-Institut der Freien Universität Berlin, an der Alice Salomon Hochschule Berlin sowie an der Hochschule für Wirtschaft und Recht. Sie war ehrenamtlich im Sozialverband Deutschland (SoVD) tätig, von 2019 bis 2025 Vorsitzende des Landesverbandes Berlin-Brandenburg und von 2019 bis 2023 Vizepräsidentin des Bundesverbandes. Ursula Engelen-Kefer war von 1986 bis 2009 Mitglied im Bundesvorstand der Sozialdemokratischen Partei Deutschlands (SPD). Bei der Bundestagswahl 2009 trat sie als Direktkandidatin im Wahlkreis Ingolstadt an.

## Leben
Ursula Engelen-Kefer studierte Volkswirtschaftslehre an der Universität zu Köln und wurde im Jahr 1970 mit der Arbeit „Umschulung in einer wachsenden Wirtschaft – dargestellt am Beispiel der USA“ promoviert. Zunächst war sie als freie Journalistin in New York tätig, später als Wissenschaftlerin am Wirtschafts- und Sozialwissenschaftlichen Institut des DGB. 1972 trat Ursula Engelen-Kefer in die SPD ein. Im Jahr 1974 wurde sie Referatsleiterin für Internationale Sozialpolitik beim DGB. In den Jahren 1980 bis 1984 war sie dort Leiterin der Abteilung Arbeitsmarktpolitik. Björn Engholm berief Ursula Engelen-Kefer für die Landtagswahl in Schleswig-Holstein 1983 in sein Wahlkampfteam. Im Jahr 1984 rückte sie ins Amt des Vizepräsidenten der Bundesanstalt für Arbeit.
1990 wählte der DGB-Bundeskongress Ursula Engelen-Kefer zur stellvertretenden Vorsitzenden des Deutschen Gewerkschaftsbundes. Diese Funktion hatte sie mit dreimaliger Wiederwahl bis Mai 2006. In dieser Zeit war sie alternierende Vorsitzende von Vorstand und später Verwaltungsrat der Bundesagentur für Arbeit. Darüber hinaus war sie über mehrere Jahre auch alternierende Vorsitzende des Vorstandes der Deutschen Rentenversicherung Bund – vormals Verband Deutscher Rentenversicherungsträger. Von 1985 bis 2010 war sie Mitglied in der Kammer für Soziale Ordnung der Evangelischen Kirche Deutschland und hat die Gewerkschaften über zwei Amtsperioden in der Synode der Evangelischen Kirche vertreten. Ebenfalls war sie zwei Amtsperioden Mitglied im Senat der Max-Planck-Gesellschaft sowie Mitglied im ZDF-Fernsehrat.
Nachdem der damalige Vorsitzende Heinz-Werner Meyer kurz vor dem DGB-Bundeskongress 1994 überraschend gestorben war, übernahm Engelen-Kefer kommissarisch den Vorsitz. Der DGB-Bundesvorstand nominierte jedoch Dieter Schulte, Mitglied des Vorstandes der IG Metall, für den Vorsitz des DGB. Nach vier Amtsperioden entschied sich Engelen-Kefer auf dem DGB-Bundeskongress 2006 in Berlin zu einer erneuten Kandidatur. Bei der Abstimmung am 23. Mai 2006 unterlag sie Ingrid Sehrbrock (CDU), die von den Vorsitzenden der acht Einzelgewerkschaften vorgeschlagen worden war. Für Ursula Engelen-Kefer stimmten 161 Delegierte, für Ingrid Sehrbrock 212 Delegierte.
Auf internationaler Ebene war Ursula Engelen-Kefer in verschiedenen Gremien tätig. In den Jahren 1991 bis 2008 vertrat sie den DGB im Verwaltungsrat der Internationalen Arbeitsorganisation (ILO). Darüber hinaus war sie Mitglied im Wirtschafts- und Sozialausschuss der Europäischen Union (1978 bis 1986 und 1990 bis 2006). Sie war Mitglied im Beratenden Ausschuss für den Europäischen Sozialfonds (1974 bis 1980), Mitglied im Exekutivausschuss des Europäischen Gewerkschaftsbundes (1990 bis 2006) sowie Mitglied im Exekutivausschuss des Internationalen Bundes Freier Gewerkschaften (1990 bis 2006).
Ursula Engelen-Kefer hat verschiedene Ehrungen auf nationaler und internationaler Ebene erhalten, insbesondere das Verdienstkreuz 1. Klasse des Verdienstordens der Bundesrepublik Deutschland, überreicht vom damaligen Bundesarbeitsminister Norbert Blüm.
Zwischen Juli 2009 und Juli 2011 gehörte sie dem Landesvorstand der SPD Bayern an.
Am 28. April 2010 hat der Senat der Hochschule der Bundesagentur für Arbeit (HdBA) Ursula Engelen-Kefer die Urkunde zur Ernennung als Honorarprofessorin mit Wirkung vom 1. April 2010 überreicht. Schwerpunkte ihrer Lehr- und Forschungstätigkeit an der HdBA sind Beschäftigungs- und Arbeitsmarktpolitik in der Europäischen Gemeinschaft sowie Demographie und Fachkräftesicherung. Darüber hinaus hat sie verschiedene Lehraufträge. Seit ihrem Ausscheiden aus dem DGB engagierte sie sich ehrenamtlich im SoVD als Mitglied im sozialpolitischen Ausschuss und Vorsitzende des Arbeitskreises Sozialversicherung auf Bundesebene sowie im Landesverband Berlin-Brandenburg. Ursula Engelen-Kefer war von 2019 bis 2025 Landesvorsitzende des SoVD Landesverbandes Berlin-Brandenburg und von 2019 bis 2023 Vizepräsidentin des SoVD Bundesverbandes. Von 2007 bis 2016 war sie Mitglied im Verwaltungsrat des ifo-Instituts.
Sie ist seit Juli 1967 mit dem Wirtschaftsjournalisten Klaus C. Engelen verheiratet und hat zwei erwachsene Söhne.